# Thallwitz
Thallwitz is een gemeente en plaats in de Duitse deelstaat Saksen. De gemeente maakt deel uit van het Landkreis Leipzig.

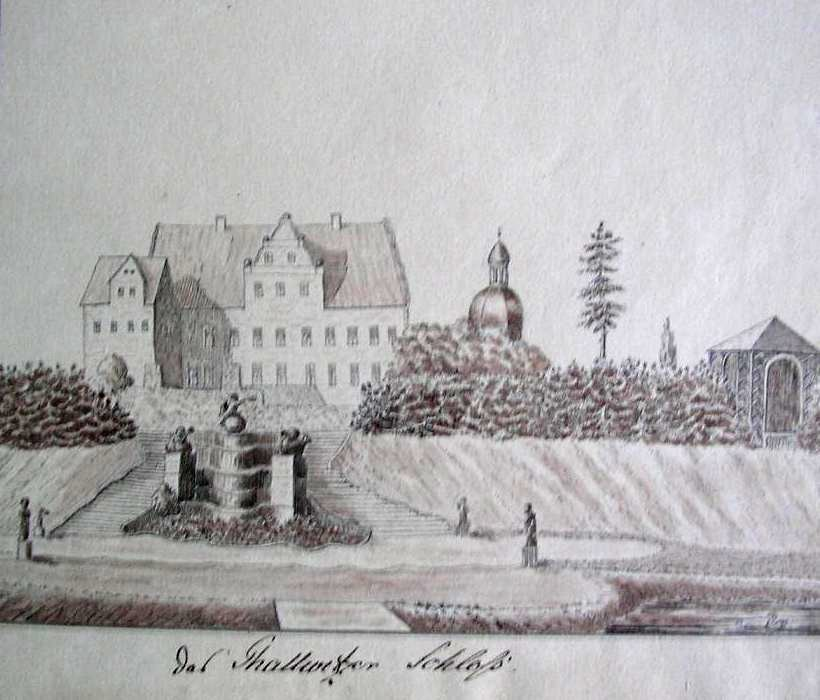
Schloss Thallwitz, 19.Jahrhundert

Thallwitz telt 3.557 inwoners.

## Plaatsen in de gemeente Thallwitz
- Böhlitz
- Canitz
- Kollau
- Lossa
- Nischwitz
- Röcknitz met Treben en Zwochau
- Wasewitz
- Zwochau

Bad Lausick ·
Belgershain ·
Bennewitz · 
Böhlen ·
Borna ·
Borsdorf ·
Brandis ·
Colditz ·
Elstertrebnitz ·
Frohburg ·
Geithain ·
Grimma ·
Groitzsch ·
Großpösna ·
Kitzscher ·
Kohren-Sahlis ·
Lossatal ·
Machern ·
Markkleeberg ·
Markranstädt ·
Naunhof ·
Neukieritzsch ·
Otterwisch ·
Parthenstein ·
Pegau ·
Regis-Breitingen ·
Rötha ·
Thallwitz ·
Trebsen/Mulde ·
Wurzen ·
Zwenkau